# Invasiones mongolas
Las invasiones de los mongoles se sucedieron durante todo el siglo XIII, dando como resultado el vasto Imperio mongol, que comprendía gran parte de Asia y Europa oriental hacia 1300. Los historiadores consideran que los ataques y las invasiones mongolas son algunos de los conflictos más mortíferos en la historia humana. Landers Brian ha explicado que «Un imperio en particular excedió a cualquiera que los que habían llegado antes, y cruzaron desde Asia a Europa en una orgía de violencia y destrucción. Los mongoles trajeron terror a Europa a una escala no vista hasta el siglo XX». Diana Lary sostiene que las invasiones de los mongoles indujeron el desplazamiento de la población «en una escala nunca antes vista», en particular en Asia central y Europa oriental. Y añade: «la inminente llegada de las hordas mongolas sembró el terror y el pánico». Tsai concluye: «Las conquistas de los mongoles sacudieron Eurasia y tuvieron gran influencia en la historia del mundo».
El imperio mongol surgió en el curso del siglo XIII por una serie de conquistas e invasiones en toda el Asia central y occidental, llegando a Europa en la década de 1240. La velocidad y el alcance de la expansión territorial es paralela a la de los hunos /conquistas Túrquicas de las invasiones bárbaras (el kaganato túrquico del siglo VI).
Las conquistas territoriales de los mongoles se prolongaron hasta el siglo XIV en China (dinastía Yuan), al siglo XV en Persia (dinastía timúrida) y en Rusia ([[incursiones mongoles y tártaras contra los estados 
de Rusia]]), y al siglo XIX en la India (el Imperio mogol).

## Asia sur
Genghis Khan forjó el inicial Imperio mongol en Asia central unificando varias de las confederaciones de pueblos nómadas mongoles y túrquicos, como los merkits, tártaros, mongoles y uigures. Luego continuó su expansión invadiendo el cercano Imperio jorezmita, en lo que es hoy en día Corasmia, Uzbekistán.
Grandes áreas del Asia Central islámica y del noreste del Irán actual quedaron seriamente despobladas, ya que cada ciudad o pueblo que resistió a los mongoles fue objeto de destrucción. En Termez, a orillas del Amu Daria (el antiguo Oxus): «todas las personas, tanto hombres como mujeres, fueron llevadas a la llanura, y se dividideron según su costumbre, y luego fueron muertos todos». Cada soldado debía de ejecutar a un cierto número de personas, variando según las circunstancias: por ejemplo, después de la conquista de Kunya-Urgench, cada guerrero mongol —en un grupo que podría haber consistido en dos tumens (unidades de 10.000)— estaba obligado a ejecutar a 24 personas.

## Asia occidental

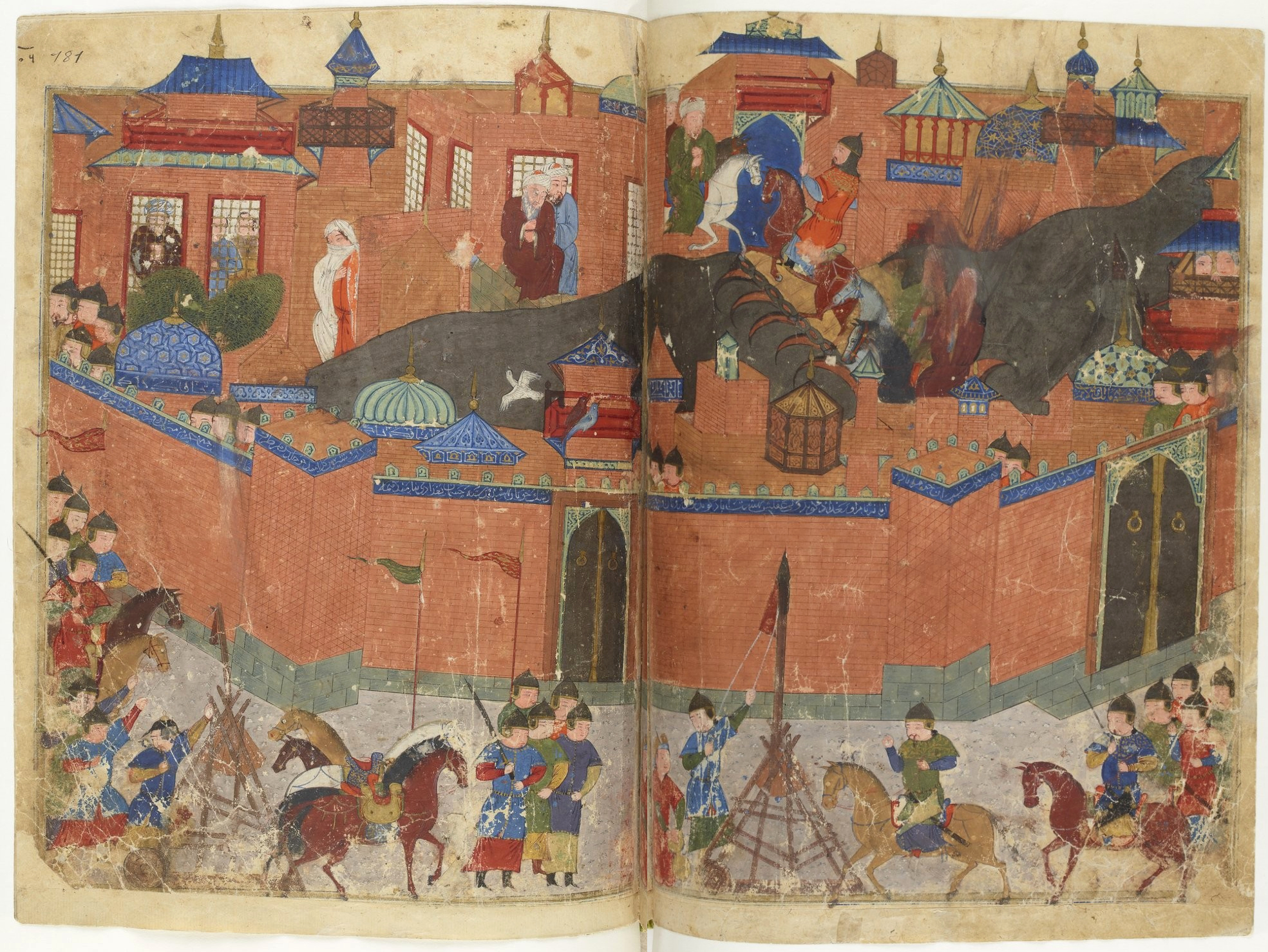
Mongoles asediando Bagdad, pintado por Rashid al-Din, Jami al-Tawarikh

Los mongoles conquistaron, ya fuese por la fuerza o la sumisión voluntaria, las áreas que hoy se conoce como Irán, Irak, Siria y partes de Turquía, realizando más incursiones hacia el sur llegando hasta Gaza, en la región de Palestina, en 1260 y 1300. Las principales batallas fueron el asedio de Bagdad (1258), cuando los mongoles saquearon la ciudad que durante 500 años había sido el centro del poder islámico, y la batalla de Ain Yalut en 1260, cuando los mamelucos musulmanes egipcios fueron por primera vez capaces de detener el avance de los mongoles en Ain Yalut, en la parte sur de Galilea. Un escuadrón de mil ingenieros chinos norteños acompañaron al Khan mongol Hulagu durante su conquista de Oriente Medio.
Los mongoles nunca fueron capaces de ampliar sus conquistas más allá del Oriente Medio, seguramente debido a una combinación de factores políticos y también ambientales, como la falta del suficiente pasto para sus caballos.

## Asia oriental
Genghis Khan y sus descendientes invadieron China y obligaron a Corea a convertirse en vasallo tras una invasión de Corea. Intentaron una invasión de Japón y Vietnam, pero fracasaron en ambas. Su mayor triunfo fue la creación de su propia dinastía Yuan en China en 1271, aunque fue finalmente derrocada por los nativos chinos han en 1368, que pusieron en marcha su propia dinastía Ming. Los mongoles invadieron Birmania en 1277, 1283 y 1287.

## Europa

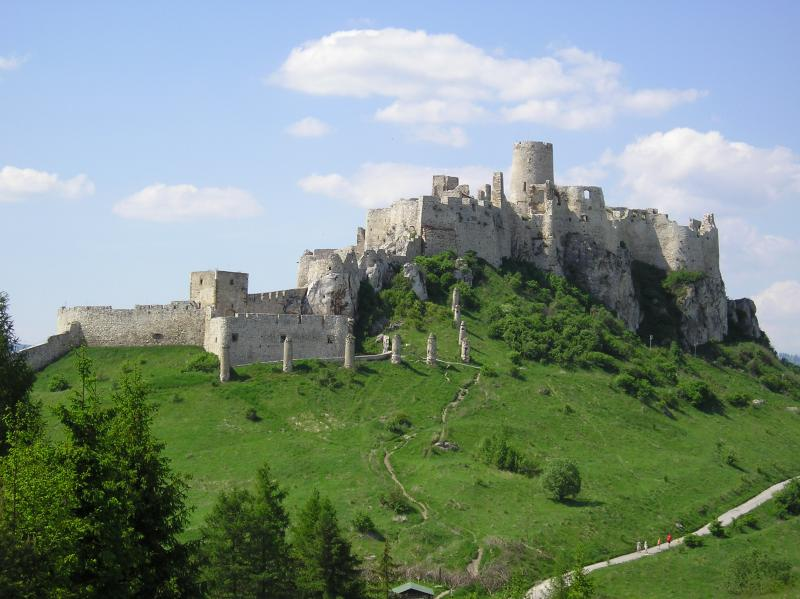
Castillo de Spisska.

Los historiadores consideran que los ataques y las invasiones mongolas fueron algunos de los conflictos militares más mortíferos en la historia de la Humanidad. Landers Brian ha explicado que «Un imperio en particular excedió a cualquiera que los que habían llegado antes, y cruzaron desde Asia a Europa en una orgía de violencia y destrucción. Los mongoles trajeron terror a Europa a una escala no vista hasta el siglo XX». Diana Lary sostiene que las invasiones de los mongoles indujeron el desplazamiento de la población «en una escala nunca antes vista», en particular en Asia central y Europa oriental. Y añade: «la inminente llegada de las hordas mongolas sembró el terror y el pánico».
Los mongoles invadieron y destruyeron la Rus de Kiev, también invadieron Polonia, Hungría (Reino de Hungría) y Bulgaria (Segundo Imperio búlgaro), entre otros. A lo largo de tres años (1237-1240), los mongoles destruyeron y aniquilaron todas las principales ciudades de Europa oriental con la excepción de Nóvgorod y Pskov.
Juan de Plano Carpini, el enviado del papa al Gran Khan mongol, viajó a través de Kiev en febrero de 1246 y escribió:

[los mongoles] atacaron Rus, donde hicieron grandes estragos, destruyendo ciudades y fortalezas y los hombres de sacrificio, y pusieron cerco a Kiev, la capital de Rus, después de que habían sitiado la ciudad por mucho tiempo, la tomaron y trajeron muerte a los habitantes. Cuando estábamos viajando a través de esa tierra nos encontramos con innumerables calaveras y huesos de hombres muertos tirados por el suelo. Kiev había sido una ciudad muy grande y densamente poblada, pero ahora se ha reducido casi a la nada, ya que existen en la actualidad escasos 200 casas allí y los habitantes se mantienen en la esclavitud total.
They [the Mongols] attacked Rus, where they made great havoc, destroying cities and fortresses and slaughtering men; and they laid siege to Kiev, the capital of Rus; after they had besieged the city for a long time, they took it and put the inhabitants to death. When we were journeying through that land we came across countless skulls and bones of dead men lying about on the ground. Kiev had been a very large and thickly populated town, but now it has been reduced almost to nothing, for there are at the present time scarce two hundred houses there and the inhabitants are kept in complete slavery.
Juan de Plano Carpini

## Divisiones políticas y vasallos

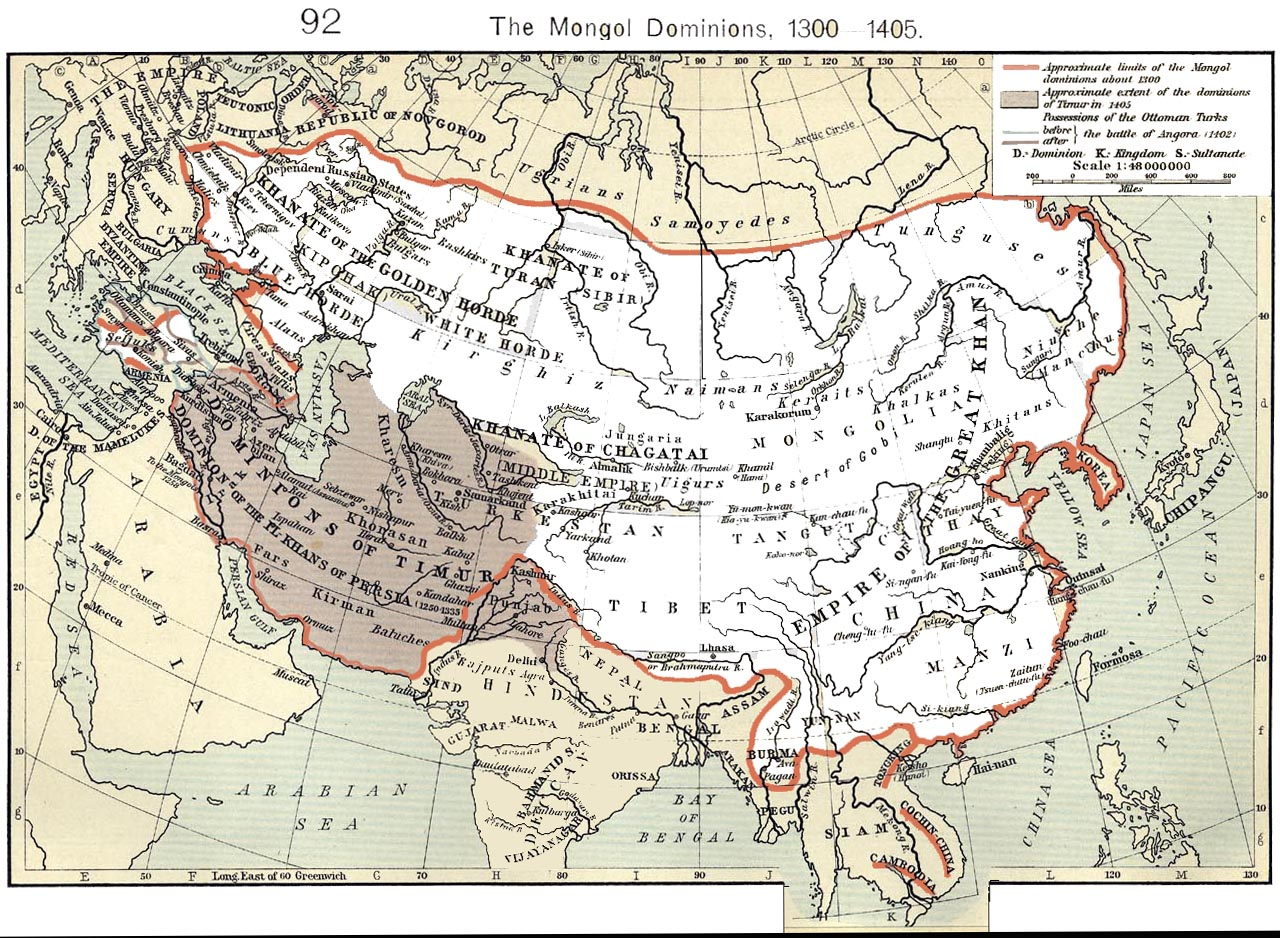
El mundo mongol, ca. 1300. La zona gris es el posterior Imperio Timúrida.

El antiguo Imperio mongol fue dividido en cinco partes principales y varios kanatos en infantazgo. Las secciones más destacadas fueron:
- Mongolia, Siberia meridional y Manchuria bajo Karakorum;
- China del Norte y Tíbet bajo el departamento Yanjing;
- Corasmia, Transoxiana y oasis Hami bajo el departamento Beshbalik;
- Persia, Georgia, Armenia, Cilicia y Turquía (partes antiguas selyúcidas) bajo el departamento Amu Daria;
- Horda Dorada, que fue subdivida a su vez en 10 provincias.[11]

Cuando Genghis Khan estaba haciendo campaña en Asia central, su general Muqali (1170-1223) trató de establecer provincias y departamentos filiales de los asuntos del Estado. El sucesor de Genghis Khan, Ögedei, los abolió, en vez dividiendo las zonas del norte de China, en 10 rutas (lu, 路) de acuerdo con la sugerencia de Yelü Chucai, un prominente estadista confuciano de origen étnico kitán. Ögedei también dividió el imperio en las administraciones separadas de Beshbalik y Yanjing, mientras que la capital en Karakorum administraba directamente Manchuria, Mongolia y Siberia meridional. A finales del reinado de Ögedei, se estableció una administración en Amu Daria. Bajo el gobierno de Möngke, estas administraciones fueron renombradas como departamentos filialess.
Kublai Khan, el fundador de la dinastía Yuan, hizo importantes reformas a las instituciones existentes. Estableció la dinastía Yuan en 1271 y asumió el papel de un emperador chino. Las fuerzas de Yuan se apoderaron del Sur de China al derrotar a la dinastía Song del Sur, y Kublai se convirtió en el emperador de toda China. El territorio de la dinastía Yuan se dividió en la Región Central (腹里) y lugares bajo control de varios Xing Zhongshusheng (行中書省, secretariados ramales) o el Instituto Xuanzheng (宣政院).

### Vasallos y estados tributarios
El Imperio mongol en su mayor extensión incluía todo de la actual Mongolia, China, partes de Birmania, Rumania, Pakistán, gran parte o la totalidad de Rusia, Siberia, Ucrania, Bielorrusia, Cilicia, Anatolia, Georgia, Armenia, Persia, Irak, y Asia Central. Entre tanto, otros muchos países se convirtieron en estados vasallos o estados tributarios del Imperio mongol.

#### Vasallos europeos
- Varios principados de la Rus de Kiev, entre ellos la República de Nóvgorod, Pskov y Smolensk,[12] Batú Kan intentó invadir en 1239, pero no pudo llegar a la parte norte de Rusia debido a los pantanos que rodean algunas de las ciudades-estado, como Nóvgorod y Pskov. Sin embargo, debido a los efectos combinados de amenazas mongoles, invasiones de la orden Teutónica, y la diplomacia de Alejandro Nevski, Nóvgorod y Pskov aceptaron más tarde las condiciones de vasallaje. En 1274, todos los principados de la Rus de Kiev restantes quedaron sujetos a la Horda de Oro gobernada por Mongke-Temür, un nieto de Batú Kan.

- Segundo Imperio Búlgaro[13] Durante el fin de la invasión mongola de Europa, los búlgaros bajo Ivan Asen II trataron de destruir el tumen mongol. Pero las incursiones de Kadan a través de Bulgaria en su retirada de Europa central indujeron al joven Kalimán I de Bulgaria a rendir homenaje y aceptar la soberanía mongola. Una carta de 1254 de Béla IV al Papa indica que los búlgaros todavía estaban pagando tributo a los mongoles en ese momento.

- Reino de Serbia.[13] Alrededor de 1288 Milutin lanzó una invasión para pacificar a dos nobles búlgaros en lo que hoy es el noreste de Serbia, en la región de Branicevo. Sin embargo, los nobles eran vasallos del príncipe búlgaro de Vidin Shishman. Shishman atacó a Milutin pero fue derrotado y Milutin a cambio saqueó su capital Vidin. Pero Shishman era un vasallo de Nogai Khan, gobernante de facto de la Horda de oro. Nogai Khan amenazó con castigar a Milutin por su insolencia, pero cambió de opinión cuando el rey serbio le envió regalos y rehenes. Entre los rehenes estaba su hijo Stefan Dečanski que logró escapar de nuevo a Serbia tras la muerte de Nogai Khan en 1299.

#### Sudeste asiático y vasallos de Corea
- Đại Việt (Vietnam).[14] Después de que los vietnamitas capturasen a los enviados mongoles que negociaban un paso seguro con el fin de atacar el sur de China, las fuerzas mongolas invadieron la dinastía Trần en 1257. Los mongoles enviaron defensores a la ciudad y masacraron a los habitantes de la capital de Thang Long (Hanoi). El rey Than Tong aceptó pagar tributo a Möngke Khan si quería evitar su país. Cuando Kublai Khan exigía plena sumisión de la familia Tran, los darughachis mongoles fueron bien recibidos,[15] aunque la relación entre los dos países se deterioraron en 1264. Después de una serie de invasiones en 1278-1288, el rey de Đại Việt (dinastía Trần ) aceptó la soberanía mongola. En esa época, cada bando había sufrido grandes pérdidas debido a las largas pero ineficaces guerras.

- Champa.[14] Aunque el rey Ve Indrawarman de Champa expresó su deseo de aceptar el gobierno de Yuan en 1278, su hijo y sus súbditos hicieron caso omiso de su sumisión. En 1283, el ejército mongol fue expulsado del país y su general fue asesinado, a pesar de que en repetidas ocasiones había vencido en batalla abierta a todas las fuerzas de Champa. El rey de Champa comenzó a enviar tributos dos años después para evitar nuevas invasiones mongolas

- Imperio jemer.[14] En 1278, un enviado mongol fue ejecutado por el rey jemer. Otro enviado fue despachado de nuevo para exigir sumisión, mientras el ejército de Yuan estaba sitiando la fortaleza en el cercano Champa. Después de que este segundo emisario fuera encarcelado, 100 mongoles de caballería fueron enviados al territorio Jemer. Cayeron en una emboscada y fueron destruidos por los jemeres. Más tarde, el rey del Imperio jemer pidió el indulto y envió tributos en 1285, cuando encontró su país en una posición entre los beligerantes vecinos y un enfurecido Kublai Khan.

- Reino de Sukhothai y Chiangmai o Taiyo. Cuando Kublai Khan envió fuerzas mongolas para proteger a sus vasallos en Birmania, algunos estados Thai, como Sukhotai y Taiyo, aceptaron la supremacía mongola. El rey Ramkhamhaeng y otros líderes tais y jemeres visitaron la corte Yuan para mostrar su fidelidad en varias ocasiones.[16]

- Reino de Goryeo. Las invasiones mongolas de Corea consistieron en una serie de campañas del Imperio mongol contra Corea, conocida entonces como Goryeo, desde 1231 hasta 1270. Hubo seis grandes campañas con un costo tremendo para los civiles en toda la península de Corea, resultando finalmente que Corea se convirtiese en vasallo de la dinastía mongol Yuan durante unos ochenta años.[17] El Imperio mongol y el reino de Goryeo se atado con matrimonios ya que algunos mongoles y miembros de la realeza coreana se casaron. Una princesa coreana se convirtió en emperatriz de Qi a través de su matrimonio con Ukhaantu Khan, y su hijo, Biligtü Khan del Norte de Yuan, se convirtió en un Khan mongol. El rey Chungnyeol de Goryeo se casó con una hija de Kublai Khan, y los matrimonios entre mongoles y coreanos continuaron durante ochenta años. La dinastía Goryeo sobrevivió bajo la influencia mongola hasta que el rey Gongmin empezó a empujar de nuevo a las guarniciones mongolas a partir de la década de 1350.

#### Vasallos de Medio Oriente
- Principado de Antioquía y condado de Trípoli[18] El pequeño estado cruzado pagó tributos anuales durante muchos años. Lo más parecido a una cooperación franca con las acciones militares mongoles fue la relación señor-súbdito entre los mongoles y los francos de Antioquía y otros. Los mongoles perdieron a su vasallo y aliado franco con la caída de Antioquía en 1268 y Trípoli en 1289 a los mamelucos.

- Imperio de Trebisonda. Los selyúcidas y las fuerzas militares de Trebisonda fueron derrotados por los mongoles en 1243 en la batalla de Köse Dağ. Después de eso, Kaikosru II, el sultán de Iconium se vio obligado a pagar tributo y suministrar anualmente caballos, perros de caza y joyas. El emperador Manuel I de Trebisonda, al darse cuenta de la imposibilidad de luchar contra los mongoles, hizo una rápida paz con ellos y con la condición de pagar un tributo anual, se convirtió en vasallo de los mongoles. El imperio alcanzó su mayor prosperidad y tuvo oportunidad de exportar el producto de su propio hinterland, rico en la época del Ilkanato. Sin embargo, con el declinar del poder mongol en 1335, Trebisonda sufrió cada vez más los ataques turcos, guerras civiles e intrigas internas.[19]

#### Estados tributarios
- Pueblos indígenas de la isla de Sajalín. Las fuerzas mongolas realizaron varios ataques en Sajalín, a partir de 1264 y continuando hasta 1308.[20] Económicamente, la conquista de nuevos pueblos proporcionó más riqueza para la dinastía mongola basada en tributos. Los nivjis y los oroks fueron subyugados por los mongoles. Sin embargo, los ainu atacaron los puestos mongoles cada año.[21] Los nativos Gǔwéi finalmente aceptaron la supremacía mongola en 1308, y realizaron visitas a los puestos tributarios de los Yuan durante las siguientes décadas.

- Imperio bizantino.[22] Cuando el emperador Miguel VIII Paleólogo detuvo a un diplomático egipcio, el sultán Baibars insistió en que su aliado Berke Khan atacase al imperio griego. En el invierno de 1265, Nogai Khan encabezó una incursión mongola sobre la bizantina Tracia con su vasallo Bulgaria. En la primavera de 1265 derrotó a los ejércitos de Miguel y liberó al diplomático y al anterior sultán selyúcida Kaikosru II. En lugar de combatir, la mayoría de los bizantinos huyeron. Miguel logró escapar con la ayuda de los comerciantes italianos. Tracia fue saqueada posteriormente por el ejército de Nogai, y el emperador bizantino firmó un tratado con Berke, hijo de Jochi de la Horda de Oro, dando a su hija Eufrosina en matrimonio a Nogai. Miguel también envió telas muy valiosas a la Horda de Oro como homenaje a partir de entonces. Pero la corte de Bizancio tuvo buenas relaciones con la Horda de Oro y el Ilkanato como aliados.

- Pequeños estados de la península Malaya. Kublai envió emisarios a las naciones vecinas para exigir su sumisión en 1270-1280. La mayoría de tales estados en Indo-China y Malasia accedieron. Según Marco Polo, los sujetos rindieron tributo a la corte mongol, incluyendo elefantes, rinocerontes, joyas y un diente de Buda. Un notable erudito señaló que estos actos de sumisió eran más ceremoniales en algún aspecto. Durante la invasión mongola de Java en 1293, los pequeños estados de Malaca y Sumatra y envió emisarios enviados o rehenes a los mismos. Los nativos de la moderna Taiwán y de las Filipinas ayudaron a la armada mongola pero nunca fueron conquistados.

## Cronología
- 1205-1209: Invasión mongola de China
- 1207: Conquista de Siberia
- 1211-1234: Conquista de China septentrional
- 1213-1235: Conquista de la dinastía Jin
- 1218-1220: Conquista de Asia central y Persia oriental
- 1220/23-1235-1330: Invasiones de Georgia y el Cáucaso
- 1220-1224: Batalla del río Kalka, conquista de los cumanos
- 1223-1236: Invasión de Volga Bulgaria
- 1231-1259: Invasión de Corea
- 1237-1291: Invasión mongola de Europa
  - 1237-1242: Invasión mongola de la Rus de Kiev
  - 1238-1239: Invasión del Cáucaso Norte
  - 1241: Invasión de Polonia (Batalla de Legnica)
  - 1241: Invasión de Hungría (Batalla de Mohi)
  - 1241: Invasión mongola de Austria y noroeste de Italia
  - 1241-1242: Invasión de Croacia
  - 1242: Invasión de Serbia y Bulgaria
- 1241-1243:Invasiones mongolas de Anatolia
  - 1241-1244: Batalla de Köse Dağ
- 1251-1259 Invasión mongola de Persia y Mesopotamia
- 1257, 1284, 1287: Invasiones de Vietnam
- 1258: Conquista de Bagdad
- 1258-1259: Invasión de Galych-Volhynia, Lituania y Polonia
- 1260: Batalla de Ain Yalut
- 1260: Incursión contra Siria
- 1264-1265: Incursión contra Bulgaria y Tracia
- 1264-1308: Invasión de la isla de Sajalín
- 1271: Incursión contra Siria
- 1274, 1281: Invasiones de Japón
- 1274: Incursión contra Bulgaria
- 1275, 1277: Incursiones contra Lituania
- 1277: Batalla de Abulustayn
- 1277: Invasión de Myanmar
- 1279: Invasiones de China meridional
- 1281: Invasión de Siria
- 1284-1285: Segunda invasión mongola de Hungría
- 1285: Incursión contra Bulgaria
- 1287: Invasión de Myanmar
- 1287-1288: Incursiones contra Polonia
- 1293: Invasión de Java
- 1297-1308: Guerra Kanato de Chagatai - sultanato de Delhi
- 1299: Invasión de Siria
- 1222-1327: Invasiones de India
- 1300: Invasión de Myanmar
- 1300: Invasión mongola de Siria
- 1303: Invasión de Siria (batalla de Marj al-Saffar )
- 1307: Invasión de Gilan
- 1312: Invasión de Siria
- 1324, 1337: Incursiones contra Tracia